# Верхньопишминський міський округ
Ве́рхньопишми́нський міський округ (рос. Верхнепышминский городской округ) — адміністративна одиниця Свердловської області Російської Федерації.
Адміністративний центр — місто Верхня Пишма.

## Населення
Населення міського округу становить 84103 особи (2018; 72509 у 2010, 69453 у 2002).

## Склад
У складі міського округу перебувають 25 населених пунктів:
| Населений пункт       | Населення, осіб (2002) | Населення, осіб (2010) |
| --------------------- | ---------------------- | ---------------------- |
| Балтим, село          | 2570                   | 2837                   |
| Вашти, селище         | 0                      | 0                      |
| Верхня Пишма, місто   | 58016                  | 59749                  |
| Верхотурка, присілок  | 11                     | 24                     |
| Гать, селище          | 71                     | 51                     |
| Глибокий Лог, селище  | 127                    | 130                    |
| Залісьє, селище       | 1                      | 187                    |
| Зелений Бор, селище   | 182                    | 264                    |
| Ісеть, селище         | 3244                   | 3215                   |
| Каменні Ключі, селище | 9                      | 13                     |
| Кедрове, селище       | 2199                   | 2347                   |
| Красний, селище       | 1461                   | 1720                   |
| Красний Адуй, селище  | 50                     | 108                    |
| Крутий, селище        | 48                     | 52                     |
| Мостовка, присілок    | -                      | 9                      |
| Мостовське, село      | 335                    | 364                    |
| Нагорний, селище      | 68                     | 78                     |
| Ольховка, селище      | 201                    | 227                    |
| Первомайський, селище | 81                     | 68                     |
| Половинний, селище    | 83                     | 147                    |
| Ромашка, селище       | 121                    | 38                     |
| Сагра, селище         | 190                    | 267                    |
| Санаторний, селище    | 197                    | 384                    |
| Соколовка, селище     | 187                    | 229                    |
| Шахти, селище         | 1                      | 1                      |